# Abismo de pasión
Abismo de pasión (no Brasil: Abismo de Paixão) é uma telenovela mexicana produzida por Angelli Nesma Medina para a Televisa e exibida pelo canal Las Estrellas entre 23 de janeiro a 2 de setembro de 2012, substituindo Dos hogares e sendo substituída por Amores verdaderos.
Original de Caridad Bravo Adams, se trata de um remake da telenovela Cañaveral de pasiones, produzida em 1996 e foi adaptada por Juan Carlos Alcalá.
Foi protagonizada por Angelique Boyer e David Zepeda; co-protagonizada por Livia Brito e Mark Tacher; com atuações estelares de Alejandro Camacho, Raquel Olmedo, René Casados, Eugenia Cauduro, Francisco Gattorno, Alexis Ayala, Nailea Norvind, Eric del Castillo; participação especial de Ludwika Paleta e César Évora e antagonizada por Blanca Guerra, Sabine Moussier, Salvador Zerboni, Altaír Jarabo, Sergio Mayer e Issabela Camil.

## Sinopse
Augusto Castañón (Alejandro Camacho) e Estefânia Bouvier de Castañón (Ludwika Paleta) são pais de Elisa (Briggitte Bozzo). Com eles vive Carmem (Sabine Moussier), irmã de Estefânia, que sempre a invejou e secretamente deseja seu marido.
A família Castañón e a família Arango são amigas há anos mas algo vem assombrando a parceria entre Augusto Castañón e Rogério Arango (César Évora), Almerinda (Blanca Guerra), a esposa de Rogério, desconfia que Estefânia e ele são amantes. Almerinda alerta Augusto sobre essa suposta traição mas ele não lhe dá atenção.
Enquanto isso Elisa é amiga de Damião (Robin Vega), filho do casal Arango. E junto com Gael (Diego Velázquez) e Paloma (Mariliz León) são inseparáveis. Gael e Damião apesar de serem melhores amigos disputam a atenção e a amizade de Elisa. Gael é criado pelo Padre Lupe (René Casados), irmão de Almerinda, desde que seus pais o abandonaram. Almerinda não vê com bons olhos as amizades de seu filho e o super protege, mas Rogério a repreende e incentiva seu filho a ter suas próprias amizades.
Estefânia descobre que sua irmã Carmem é a amante de Rogério e que os dois planejam fugir juntos. Estefânia a impede, indo em seu lugar ao encontro com Rogério. Estefânia tenta convencê-lo a não abandonar sua família, mas um acidente de carro acaba com a vida de ambos. Carmem aproveita o mal entendido para convencer Augusto e Almerida de que a amante de Rogério era Estefânia e que os dois iriam fugir juntos.
Augusto, por despeito, se casa com Carmem, mesmo sem estar apaixonado por ela. Já Almerinda decide mandar seu filho Damião para estudar fora do povoado para assim separá-lo de Elisa, a filha da suposta amante de seu marido.
Anos se passam e Elisa (Angelique Boyer) se torna uma mulher doce, bondosa e bela, mas triste e solitária devido a que graças a Almerinda a jovem tem uma péssima reputação no povoado e todos a evitam com medo de que ela seja uma mulher infiel e sem caráter como supostamente era Estefânia. Augusto se torna um homem amargo e alcoólatra que acaba descontando as suas frustrações em Elisa, devido a grande semelhança que a moça tem com a mãe. Carmem constantemente o envenena e fez ele acreditar que Elisa é o fruto da traição de sua falecida esposa.
Elisa continua sendo muito amiga de Paloma (Livia Brito) e Gael (Mark Tacher), e nunca esqueceu Damião (David Zepeda), de quem não teve mais notícias desde que Almerinda os separou na infância. Até que um dia, Damião reaparece no povoado para visitar sua mãe e se reencontra com Elisa. Os dois voltam a se aproximar e a amizade que os unia na infância acaba se tornando em um grande amor. Mas Damião está noivo de Florência Landucci (Altair Jarabo), uma mulher de alta sociedade que ele conheceu enquanto estudava na Itália.
Almerinda, temendo a reaproximação dos dois, começa a pressionar seu filho pra que ele se case o mais rápido possível e retorne à Itália, mas Damião termina seu noivado com Florência assim que percebe que está apaixonado por Elisa e os dois planejam se casar escondido de suas famílias. Augusto descobre o romance clandestino dos dois e não está disposto a aceitar o filho do amante de sua esposa como seu genro. Ele ameaça Elisa de matar Damião caso eles continuem juntos e Elisa decide se sacrificar pela vida de seu amado e termina sua relação; e para que Damião pare de insistir, se dá uma oportunidade com Gael, que confessou que sempre esteve apaixonado por ela. Essa decisão além de abalar a amizade entre Damião e Gael, também abala a amizade entre Paloma e Elisa, já que Paloma sempre esteve apaixonada por Gael.
Os quatro jovens terão que lutar contra o rancor, a ambição e a traição que impera no mundo dos adultos para serem felizes.

## Produção
A trama teve títulos provisório de A flor del piel. Como a TV Azteca já havia produzido uma novela com esse mesmo nome, o título foi mudado para Solo tengo ojos para ti. Porém, mediante votação do público, o nome definitivo foi Abismo de pasión.
A novela estava prevista para entrar no ar às 19:00. Porém com o cancelamento de A la luz del Ángel, novela que seria produzida por Carla Estrada, Abismo foi remanejada para o horário nobre.
Para interpretar a protagonista Elisa, inicialmente foi cotado o nome de Ariadne Díaz. A personagem também foi oferecida para Aracely Arámbula, porém ela recusou, alegando estar focada em outros trabalhos. A personagem ficou com Angelique Boyer.
Altair Jarabo também foi cotada para viver a protagonista. Porém ela acabou interpretando uma das vilãs da história.
Para interpretar o protagonista masculino, estava praticamente confirmado o nome de Sebastián Zurita. Porém o ator foi cortado do elenco. O motivo alegado pela produtora foi a pouca idade que o ator tinha. Em seu lugar ficou David Zepeda.
As gravações iniciaram em 17 de outubro de 2011. A partir do dia 14 de novembro, a trama começou a ser gravada em Yucatán.
A atriz Ludwika Paleta e o ator Cesar Evora fizeram uma participação na trama interpretando Estefânia e Rogério, a mãe da protagonista Elisa e o pai do protagonista Damião. Seus personagens morreram no capítulo 6 da trama.
O ator César Évora fez o mesmo personagem que fez em Cañaveral de pasiones.

## Elenco
| Intérprete         | Personagem                        |
| ------------------ | --------------------------------- |
| Angelique Boyer    | Elisa Castañón Bouvier            |
| David Zepeda       | Damião Arango Mondragón           |
| Sabine Moussier    | Carmem Bouvier                    |
| Alejandro Camacho  | Augusto Castañón                  |
| Blanca Guerra      | Almerinda Mondragón de Arango     |
| Mark Tacher        | Gael                              |
| Livia Brito        | Paloma González                   |
| Altaír Jarabo      | Florencia Landucci Cantú          |
| René Casados       | Padre Guadalupe "Lupe" Mondragón  |
| Salvador Zerboni   | Ramiro Mendonça                   |
| Issabela Camil     | Ingrid Navarro                    |
| Sergio Mayer       | Paulo Landucci                    |
| Raquel Olmedo      | Ramona González                   |
| Eugenia Cauduro    | Dolores "Lolita" Martinez         |
| Francisco Gattorno | Braulio Chinrios                  |
| Alexis Ayala       | Edmundo Tovar                     |
| Esmeralda Pimentel | Kenia Jasso Navarro               |
| Eric del Castillo  | Lucio Elizondo                    |
| Alberto Agnesi     | Enrique Tovar                     |
| César Évora        | Rogelio Arango                    |
| Ludwika Paleta     | Estefanía Castañón Bouvier        |
| Armando Araiza     | Horacio Ramirez                   |
| Nailea Norvind     | Begoña de Tovar                   |
| Isaura Espinoza    | Malu                              |
| Lourdes Munguía    | Sarito Meraz                      |
| Dacia González     | Blanca Muriel de Elizondo         |
| Vanessa Arias      | Antonia "Toña" de Chinrios        |
| Adriano Zendejas   | Vicente Mendoza Chinrios          |
| Jade Fraser        | Sabrina Tovar                     |
| Riccardo Dalmacci  | Guido Landucci                    |
| Alejandro Ávila    | Dr. Manrique                      |
| Gustavo Rojo       | Bispo                             |
| Maricarmen Vela    | Edwiges Beltrán                   |
| África Zavala      | Remedios González                 |
| Fernando Gálvez    | Dr. Miguel Chacón                 |
| Rafael Amador      | Empresário                        |
| Jorge de Marín     | Delegado                          |
| Polly              | Amiga de Alfonsina                |
| Benjamín Islas     | Investigador                      |
| Briggitte Bozzo    | Elisa Castañón Bouvier (criança)  |
| Robin Vega         | Damião Arango Mondragón (criança) |
| Diego Velázquez    | Gael (Criança)                    |
| Mariliz León       | Paloma González (criança)         |

## Exibição

### No México
Foi reprisada pelo seu canal original de 14 de março a 19 de julho de 2022 em 92 capitulos,substituindo Alborada e sendo substituída por Lo que la vida me robó, às 14h30.

### No Brasil
No Brasil foi exibida pelo SBT de 28 de março a 17 de outubro de 2016, em 146 capítulos, sucedendo Teresa e antecedendo Lágrimas de Amor na faixa das 17h00.
Foi exibida pelo canal pago TLN Network com edição original e áudio dublado de 23 de abril a 4 de dezembro de 2018 substituindo Amor Real e sendo substituída por A Dona.
Foi reprisada pela primeira vez pelo SBT de 27 de agosto de 2019 a 11 de fevereiro de 2020, em 121 capítulos, substituindo a reprise de A Dona e sendo substituída por Betty, a Feia em NY na faixa das 18h30.
Foi reprisada pela segunda vez no SBT de 8 de novembro de 2023 a 19 de março de 2024, em 87 capítulos, substituindo Meu Pecado e sendo substituída pelo programa jornalístico Tá na Hora, encerrando a faixa das 17h30. Seu penúltimo e último capítulo foram exibidos excepcionalmente ás 15h devido a mudança de grade. Não foi levada ao ar nos dias 28 de novembro, 12 de dezembro de 2023, 13 e 20 de fevereiro, 5 e 12 de março de 2024 devido à transmissão dos jogos da fase de grupos e das oitavas de final da Liga dos Campeões da UEFA de 2023–24 e nos dias 25 de dezembro de 2023 e 1.° de janeiro de 2024 por conta da exibição do especial Feriadão SBT. Nessa reprise, foi utilizado o tema de abertura da exibição original no México, mas em uma versão reduzida.
Foi exibida pela segunda vez pelo canal pago TLN Network de 8 de abril a 16 de novembro de 2024 substituindo A Dona e sendo substituída por Amores com Trapaças.
Disponível no Streaming
Está disponibilizada na plataforma de streaming +SBT totalmente gratuita, com 162 capítulos, na íntegra.
Anteriormente, o SBT já tinha produzido uma versão dessa mesma história, Canavial de Paixões, com Bianca Castanho e Gustavo Haddad nos papéis que nessa versão foram de Angelique Boyer e David Zepeda.

## Audiência

### No México
Estreou com uma média de 25.4 pontos. Ao longo dos meses, conseguiu manter esse número. Sua menor audiência é 15 pontos, alcançada em 6 de abril de 2012, uma Sexta-Feira Santa. Bateu recorde de audiência no último capítulo, quando alcançou 32 pontos. Teve média geral de 26 pontos.

### No Brasil
Exibição original
No Brasil a trama estreou com excelentes índices, cravando 8,8 pontos, superando a estreia da sua antecessora Teresa e garantindo a vice-liderança isolada para o SBT. Sua maior audiência até então, foi no dia 11 de abril de 2016. A trama alcançou 9,2 pontos com picos de 10 e ficou na vice-liderança. Neste dia teve início a segunda fase e também foi ao ar o último capítulo de sua antecessora, Teresa. Bateu seu recorde de audiência no dia 12 de agosto de 2016 com 9,5 pontos. Na segunda-feira, 15 de agosto de 2016, superou o recorde de três dias antes e deu 10,7 pontos na Grande SP. Sua menor audiência registrada foi no dia 21 de abril de 2016, um feriado de Tiradentes, registrando 5,5 pontos.
O último capítulo, exibido no dia 17 de outubro marcou 9,1 pontos e 11 de pico, ficando na vice liderança isolada. A novela fechou com a média geral de 8.5 pontos, se tornando um fenômeno de audiência e o maior sucesso das novelas da tarde desde a retomada (2010), liderando o ranking de novelas mais assistidas.
Primeira reprise
Apesar de ter sido escalada de ultima hora durante o fim da antecessora A Dona com direito a uma divulgação às pressas no dia anterior (26 de agosto de 2019), a novela reestreou com 6,6 pontos, com picos de 7,6 pontos. Mesmo com os índices aceitáveis para a faixa, a trama não alterou o público das Novelas da Tarde. O segundo capítulo manteve a estabilidade com 6,1 pontos. Em 12 de setembro de 2019, registrou 5,6 pontos. Em 27 de setembro, registrou 4,9 pontos, sua menor audiência até então. Em 23 de setembro de 2019, registrou 7,2 pontos. Em 6 de novembro, bateu recorde marcando 7,5 pontos. Registrou a mesma média em 16 de janeiro de 2020. Em 25 de dezembro de 2019, registrou 4,2 pontos, sua pior audiência. Em 21 de janeiro de 2020, bateu recorde e alcançou 7,8 pontos. No dia seguinte, bateu novo recorde e alcançou 8,1 pontos. Marcou a mesma média no dia 28 de janeiro de 2020. Em 30 de janeiro, bateu recorde e marcou 8,5 pontos. Em 4 de fevereiro, alcançou 8,7 pontos e batendo novo recorde. Já em seu penúltimo capítulo exibido no dia 10 de fevereiro, a novela cravou 8,9 pontos, sendo essa a sua maior audiência. O último capítulo registrou 8,7 pontos. Fechou com a média geral de 6,5 pontos.
Segunda reprise
Reestreou com 3,8 pontos, chegando ao pico de 4,4 pontos, mantendo o público da faixa das 17h30. O terceiro capítulo registrou 4 pontos. Em 30 de novembro registrou 4,1 pontos. No dia 25 de janeiro de 2024 registrou 4,2 pontos. No dia seguinte (26) registrou 4,4 pontos. Em 14 de fevereiro registrou 4,8 pontos. No dia seguinte (15) registrou 5,3 pontos. O último capítulo registrou 3,5 pontos. Teve média geral de 3,8 pontos.

## Classificação no Brasil
No dia 21 de setembro, a novela foi reclassificada de "não recomendada para menores de 10 anos" para "não recomendada para menores de 12 anos", mas continuou sendo exibida normalmente na faixa da tarde do SBT por que o Supremo Tribunal Federal (STF) decidiu em 31 de agosto de 2016 cancelar a regra do Sistema de Classificação Indicativa Brasileiro que apoiava os direitos da criança e proibia as emissoras de TV aberta transmitir conteúdo com classificação restrita "para menores de doze anos" ou superior em qualquer horário.
Segundo a análise feita pelo Ministério da Justiça e Cidadania, a telenovela contém consumo de drogas lícitas, ato violento, agressão verbal, presença de sangue, lesão corporal, descrição de violência, morte intencional, exposição ao perigo e suicídio. Na época da reclassificação foi constatado também que o SBT estava transmitindo outras atrações em horário impróprio.

## Trilha sonora
- "Sólo un Suspiro", Oscar Cruz e Alejandra Orozco
- "Junto a Ti", Alex Sirvent com participação de Ximena Herrera
- "Talisman", David Zepeda[61]
- "Com um Suspiro", Léo Nascimento (Brasil)[62]

## Outras versões
- Em 1996 foi realizada a versão original, Cañaveral de pasiones, telenovela original de Caridad Bravo Adams, produzida por Humberto Zurita e Christian Bach, protagonizada por Daniela Castro, Juan Soler, Francisco Gattorno e Patricia Navidad.
- Em 2003 foi realizada a telenovela Canavial de Paixões no Brasil exibida pelo SBT, dirigida por Jacques Lagôa e Henrique Martins, produzida por David Grimberg e protagonizada por Bianca Castanho, Gustavo Haddad, Ana Cecília Costa e Thierry Figueira.

## Prêmios e indicações
| Ano  | Premiação                                         | Categoria                    | Indicado                                            | Resultado |
| ---- | ------------------------------------------------- | ---------------------------- | --------------------------------------------------- | --------- |
| 2012 | Kids' Choice Awards México                        | Atriz Favorita               | Angelique Boyer                                     | Indicado  |
| 2012 | Premios Juventud                                  | Chica que me quita el sueño  | Angelique Boyer                                     | Indicado  |
| 2012 | Copa Televisa                                     | Novela do Ano                | Angelli Nesma Medina                                | Venceu    |
| 2012 | Premios People en Español                         | Melhor Novela                | Angelli Nesma Medina                                | Indicado  |
| 2012 | Premios People en Español                         | Melhor Atriz                 | Angelique Boyer                                     | Indicado  |
| 2012 | Premios People en Español                         | Melhor Ator                  | David Zepeda                                        | Indicado  |
| 2012 | Premios People en Español                         | Melhor Atriz Coadjuvante     | Blanca Guerra                                       | Indicado  |
| 2012 | Premios People en Español                         | Melhor Ator Coadjuvante      | Mark Tacher                                         | Indicado  |
| 2012 | Premios People en Español                         | Melhor Ator Antagônico       | Sergio Mayer                                        | Indicado  |
| 2012 | Premios People en Español                         | Melhor Atriz Antagônica      | Sabine Moussier                                     | Indicado  |
| 2012 | Premios People en Español                         | Casal do Ano                 | David Zepeda e Angelique Boyer                      | Indicado  |
| 2013 | Prêmio Bravo                                      | Melhor atriz                 | Angelique Boyer                                     | Venceu    |
| 2013 | Prêmio TVyNovelas                                 | Melhor Novela                | Angelli Nesma Medina                                | Indicado  |
| 2013 | Prêmio TVyNovelas                                 | Melhor Atriz                 | Angelique Boyer                                     | Indicado  |
| 2013 | Prêmio TVyNovelas                                 | Melhor Ator                  | David Zepeda                                        | Venceu    |
| 2013 | Prêmio TVyNovelas                                 | Melhor Atriz Antagônica      | Sabine Moussier                                     | Indicado  |
| 2013 | Prêmio TVyNovelas                                 | Melhor Ator Antagônico       | Salvador Zerboni                                    | Indicado  |
| 2013 | Prêmio TVyNovelas                                 | Melhor Atriz Juvenil         | Livia Brito                                         | Venceu    |
| 2013 | Prêmio TVyNovelas                                 | Melhor Atriz Co-Estrelar     | Eugenia Cauduro                                     | Indicado  |
| 2013 | Prêmio TVyNovelas                                 | Melhor Ator Co-Estrelar      | Francisco Gattorno                                  | Indicado  |
| 2013 | Prêmio TVyNovelas                                 | Melhor Primeira Atriz        | Blanca Guerra                                       | Venceu    |
| 2013 | Prêmio TVyNovelas                                 | Melhor Primeira Atriz        | Raquel Olmedo                                       | Indicado  |
| 2013 | Prêmio TVyNovelas                                 | Melhor Primeiro Ator         | Alejandro Camacho                                   | Venceu    |
| 2013 | Prêmio TVyNovelas                                 | Melhor Atriz Coadjuvante     | Raquel Olmedo                                       | Venceu    |
| 2013 | Prêmio TVyNovelas                                 | Melhor Ator Coadjuvante      | Eric del Castillo                                   | Indicado  |
| 2013 | Prêmio TVyNovelas                                 | Melhor Atriz Revelação       | Esmeralda Pimentel                                  | Indicado  |
| 2013 | Prêmio TVyNovelas                                 | Melhor Ator Revelação        | Alberto Agnesi                                      | Indicado  |
| 2013 | Prêmio TVyNovelas                                 | Melhor Tema Musical          | "Solo un Suspiro" por Alejandra Orozco e Oscar Cruz | Venceu    |
| 2013 | Prêmio TVyNovelas                                 | Melhor Historia ou Adaptação | Juan Carlos Alcalá and Fermín Zúñiga                | Indicado  |
| 2013 | Prêmio TVyNovelas                                 | Melhor Direção de Cameras    | Sergio Cataño and Claudio Reyes                     | Indicado  |
| 2013 | Los Favoritos del Público (por Prêmio TVyNovelas) | Novela Favorita              | Angelli Nesma Medina                                | Venceu    |
| 2013 | Los Favoritos del Público (por Prêmio TVyNovelas) | Vilão Favorito               | Sabine Moussier                                     | Indicado  |
| 2013 | Los Favoritos del Público (por Prêmio TVyNovelas) | A Mais Gata                  | Livia Brito                                         | Venceu    |
| 2013 | Los Favoritos del Público (por Prêmio TVyNovelas) | O Mais Gato                  | David Zepeda                                        | Venceu    |
| 2013 | Los Favoritos del Público (por Prêmio TVyNovelas) | Final Favorito               | Angelli Nesma Medina                                | Indicado  |